# Gudmuntorps naturreservat
Gudmuntorps naturreservat är ett naturreservat i Höörs kommun i Skåne län.
Området är naturskyddat sedan 2024 och är 11 hektar stort. Det ligger väster om Gudmuntorp och består av bokskog.